# 삼성 갤럭시 와이드7
삼성 갤럭시 와이드7(삼성 갤럭시 M15 5G)는 삼성전자가 2024년 2월에 공개한 안드로이드 스마트폰이다. 2024년 6월 26일에 국내 출시되었다.